# عمل نشط

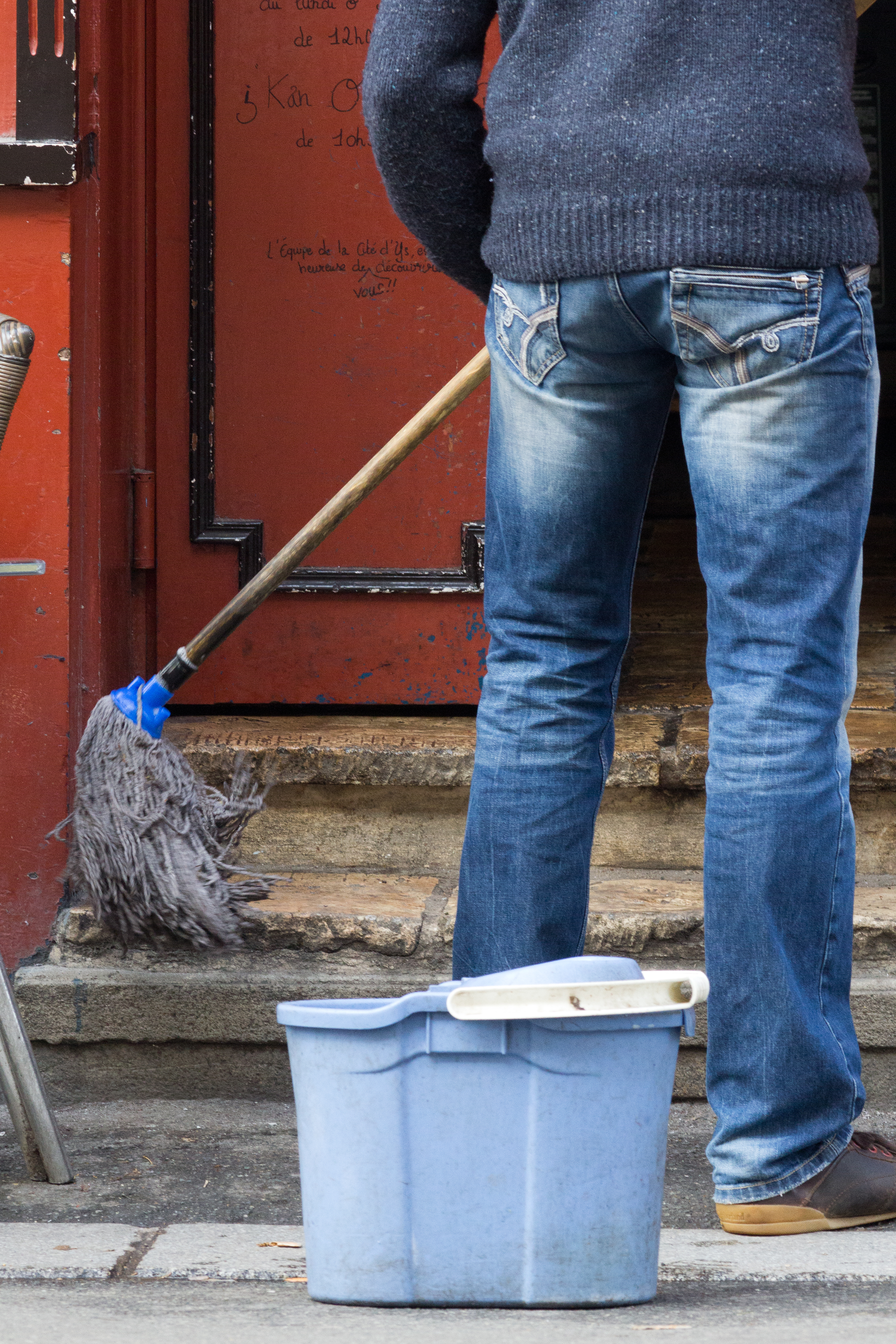
الأعمال الروتينية مثل المسح قد تكون أحد الأعمال النَشِطة

العمل النَشِط (ويُشار إليه أيضًا بـ العمل الطبيعي والعمل النَشِط) يمكن أن يُشير إلى النشاط الذي يُمارس لتمضية الوقت والبقاء مشغولاً. ففي المجالات التعليمية، يتمتع العمل النَشِط بالأولوية كوسيلة لتأكيد وتعزيز الدروس والمناهج الدراسية، من خلال توفير وقت للطلاب لممارسة مجموعة من المهارات التعليمية الجديدة المكتسبة بصورة مستقلة. نجد العمل النَشِط كذلك في مجالات الشركات التجارية المؤسسات والعسكرية وغيرها أو في الحالات التي قد يكون مطلوبًا فيها الحضور الناس ولكنهم قد يفتقرون إلى الفرص أو المهارات أو الحاجة لفعل شيء أكثر إنتاجية. وقد يُشارك الناس في العمل النَشِط للحفاظ على إظهار النشاط، لتفادي الانتقادات بأنهم غير نشطين أو عاطلون عن العمل.

## المجالات التعليمية
ففي سياق التعليم، يسمح العمل النَشِط للطلاب بالعمل بصورة مستقلة، لاختبار معارفهم ومهاراتهم وممارسة المهارات الجديدة المكتسبة من خلال التعلم في المجال التعليمي. ومن الممكن أن يتكون من أنواع مختلفة من الواجب المدرسي الذي يفرضه المعلم للحفاظ على الطلاب مشغولين بالأنشطة التي تتضمن التعلم والمعرفة أثناء تركيز المعلم على مجموعة أخرى من الطلاب. وترتبط آلية العمل النَشِط بمستويات اهتمام الطلاب الراغبين في العمل ومستوى المتعة التي يشعر بها الطلاب في أثناء أدائهم للعمل وكيف كان العمل هادفًا وكيف يُدرك الطلاب إنجاز العمل. لذا تعتبر نتائج العمل التي يدركها الطلاب مهمة للغاية: فعندما يشعر الطلاب بأنهم قد نجحوا في إنجاز المهام الوظيفية، فستتطابق مع التعلم واكتساب المهارات الجديدة.
ويمكن استخادم العمل النَشِط أيضًا في الحفاظ على انشغال الطلاب بالمهام التعليمية طوال أوقات فراغهم، مثل الحالات التي يكون فيها وقت في المدرسة ولكن المناهج الدراسية لهذا اليوم قد بدأت بالفعل. ولذلك يعتبر هذا التطبيق للعمل النَشِط لاستهلاك وقت الفراغ هو الأكثر شيوعًا في التعليم الابتدائي، ولكن يُفضل الآن إدراج محتوى تعليمي في العمل، وليس فقط لاستهلاك الوقت القائم.
ويوجد للعمل النَشِط أسبقية تاريخية في التعليم الابتدائي. وقد نُشرت كتب كاملة توثق الأنشطة المختلفة للعمل النَشِط والمناهج الدراسية لكل طالب في المراحل الدراسية وطبقًا لأنواع الأنشطة وكيفية ارتباط العمل بالأنواع المختلفة ومراحل التعلم. ومن أمثلة على ذلك كتاب خطط للعمل النَشِط (Plans for Busy Work) (الذي نُشر في عام 1901) والتعليم عن طريق الممارسة: الوظائف والعمل النَشِط لفصول التعليم الابتدائي (الذي نُشر في عام 1909).
تحديد الواجبات المنزلية للطلاب طوال العطلة الصيفية بين السنوات الدراسية والتي وُصفت من قبل البعض على أنها من الأعمال النَشِطة التي قد تفتقر إلى التطابق الأساسي مع عمليات التعلم.

## مجالات المؤسسات والأعمال

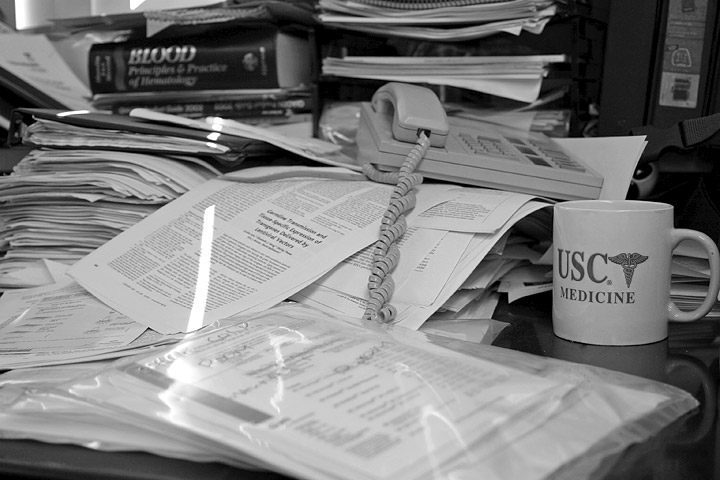
من الممكن أن تكون المعالجة المستمرة لـ العمل الكتابي أحد أشكال العمل النَشِط، وبخاصة في الحالات التي تكون لها أولوية أقل مقارنة بالمهام الأخرى.

في مجالات المؤسسات والأعمال، ربما ينشغل الموظفون في العمل النَشِط ببساطة ليبدو وكأنهم منشغلون ومنتجون، في حين أن الهدف الأساسي يتمثل في الحفاظ على مظهر النشاط سعيًا لحماية مكانتهم الوظيفية (أي لتجنب الفصل أو التعرض لعقوبات). ربما يكون الحفاظ على مستويات عالية جدًا من الانشغال المستمر ضارًا بعمليات المؤسسة أو المنظمة، التي لا يُضطلع فيها بالمهام الجديدة في الوقت المناسب نتيجة لأن العمال بالفعل في حالة عمل مستمر ومشغولين جدًا. ومن الممكن أن يؤدي ذلك أيضًا إلى بحث العمال عن طرق مختصرة لإنجاز المهام بسرعة أكبر، مما قد يؤثر سلبًا على جودة نتائج العمل. وقد يسفر العمل النَشِط عن نتائج عكسية في مجالات العمل لأنها قد لا تتطابق مع الأهداف العامة وأولويات خطط المؤسسة لتحقيق النجاح والحفاظ عليه في مشاريعها التجارية.

## المجالات العسكرية
يُستخدم العمل النَشِط في القوات المسلحة لعدم تسرب إحساس الملل والخمول إلى المجندين. وتشتمل مهام هذا النوع على التدريب العسكري والرش والتلميع وتلميع النعال وغيرها من أعمال التنظيف الروتينية الأخرى مثل تنظيف الأرضية.